# Ipomoea merremioides
Ipomoea merremioides är en vindeväxtart som beskrevs av Brother Alain. Ipomoea merremioides ingår i släktet praktvindor, och familjen vindeväxter. Inga underarter finns listade i Catalogue of Life.